# Valle del Risco
Valle del Risco ist ein Corregimiento des Bezirks Almirante in der Provinz Bocas del Toro in Panama. Bei der Volkszählung im Jahr 2023 hatte es 4386 Einwohner. Das Corregimiento erstreckt sich über eine Fläche von 306,3 km².
Das Corregimiento wurde durch Gesetz Nr. 5 vom 19. Januar 1998 geschaffen.

## Bevölkerung
Die folgende Tabelle zeigt die Bevölkerung des Corregimientos Valle del Risco, wie es in den Volkszählungen 2000, 2010 und 2023 erfasst wurde.
| Jahr         | 2000 | 2010 | 2023 |
| ------------ | ---- | ---- | ---- |
| Einwohner    | 3422 | 4187 | 4386 |
| davon Männer | 1732 | 2143 | 2167 |
| davon Frauen | 1690 | 2044 | 2219 |

## Orte
Im Corregimiento Valle del Risco befinden sich folgende Orte:
- Alto Pineda
- Alto Refugio
- Alto Romero
- Bajo Nieve
- Barriada 5 Estrellas
- Barriada Santeña
- Boca de Culubre o Peña Blanca
- Cabecera de Culebra
- Changuinola Arriba
- Culebra